# Kenneth Hesketh
Pour les articles homonymes, voir Hesketh (homonymie).
Kenneth Hesketh (né le 20 juillet 1968) est un compositeur britannique de musique classique contemporaine. Il compose dans de nombreux genres, notamment l'opéra, la danse, l'orchestre, la musique de chambre, la voix et pour instruments seuls.

## Biographie
Kenneth Hesketh naît le 20 juillet 1968 à Liverpool  et commence à composer alors qu'il est choriste à la cathédrale anglicane de Liverpool. Il termine son premier travail pour orchestre à l'âge de treize ans. Il reçoit sa première commande officielle à dix-neuf ans pour le Royal Liverpool Philharmonic Orchestra dirigé par Charles Groves. Il étudie au Royal College of Music de Londres avec Edwin Roxburgh, Joseph Horovitz et Simon Bainbridge entre 1987 et 1992 ; puis fréquente Tanglewood en 1995, en compagnie de Leonard Bernstein, suivant l'enseignement de Henri Dutilleux. Après avoir terminé une maîtrise en composition à l'Université du Michigan, à Ann Arbor, aux États-Unis, il obtient une série de récompenses : le prix Shakespeare de la Fondation Toepfer, à Hambourg, à l'initiative de Sir Simon Rattle ; une récompense de la Liverpool Fondation pour le sport et les arts, et à son retour à Londres en 1999, il se voit décerner le Fellowship Constant et Kit Lambert au Royal College of Music. 
De 2003 à 2005, il est membre de la New Music Fellow au Kettle's Yard et au Corpus Christi College de Cambridge, où il organise une série de nouveaux concerts de  musique de chambre. Le prix de la Fondation André Chevillion-Yvonne Bonnaud a été décerné à Hesketh au Concours international de piano d'Orléans 2004 après l'interprétation de ses Trois miniatures japonaises par le pianiste Daniel Becker. 
En 2007, Hesketh occupe le poste de compositeur au Royal Liverpool Philharmonic Orchestra  pendant deux ans. Le programme, conçu par la Royal Philharmonic Society en partenariat avec la PRS Foundation, a été conçu pour donner aux compositeurs le temps et l’espace voulus pour créer de nouvelles œuvres et se positionner au cœur de la communauté orchestrale. Le mandat de Hesketh auprès de la RLPO a donné lieu à la création d'œuvres pour de nombreux groupes instrumentaux de la Royal Liverpool Philharmonic Society, allant de l'orchestre et l'ensemble de musique contemporaine (Ensemble 10/10, avec lequel Hesketh entretient déjà une relation florissante), aux jeunes ensembles de chambre et chœurs. Il a également participé à des projets d'enseignement et de sensibilisation à Liverpool et à Manchester au cours de ces deux années.
Kenneth Hesketh a été nommé professeur honoraire de composition à l'Université de Liverpool en 2008 et professeur de composition et d'orchestration au Royal College of Music. Il vit à Londres et est marié à la compositrice Arlene Sierra. Ils ont un enfant, un fils, Elliott.

## Style musical
Le travail de Hesketh se distingue par son orchestration colorée, son harmonie dense et son style rythmique très mobile. Son travail a souvent été inspiré par les autres arts. Plusieurs œuvres anciennes ont leur origine dans la symbolique et l'iconographie médiévales, notamment trois pièces pour ensembles de chambre : Theatrum (1996), Torturous Instruments (1997-1998), d'après la représentation par Jérôme Bosch de l'Enfer dans son tableau Le Jardin des délices, ainsi que The Circling Canopy of Nuit (1999). Ce fut la première pièce de Hesketh à attirer l'attention internationale. Commandée par le Birmingham Contemporary Music Group et Faber Music, elle a d'abord été dirigée par Sir Simon Rattle puis soutenue par Oliver Knussen, qui a interprété de nombreuses œuvres de Hesketh. Des représentations lors des Proms au Royal Albert Hall de Londres (London Sinfonietta) et au Concertgebouw d'Amsterdam (ASKO Ensemble) ont rapidement suivi. The Telegraph a décrit cette œuvre comme « un tourbillon scintillant de couleurs nocturnes, avec un sens aigu de la motivation et du mouvement en avant ». 
Les premiers travaux ont également montré un intérêt pour le caractère sinistre ou mélancolique de la littérature pour enfants. Son 2000-1 travail, Netsuke (d'après les sculptures miniatures japonaises appelées netsuke ) - commandé par l'ensemble Endymion à la demande de Hans Werner Henze - comprend cinq mouvements courts inspirés de diverses façons par Le Petit Prince de Saint-Exupéry, Der Struwwelpeter  d'Hoffmann, de même que par un poème de Walter de la Mare. Parmi ses autres œuvres similaires figurent Small Tales, tall tales d'après les frères Grimm et Detail from the Record  d'après des contes folkoriques japonais. 
Hesketh a décrit son travail comme « complexe et orné » ; il privilégie les textures complexes, bien que la transparence de son écriture instrumentale garantisse que chaque note soit clairement entendue et que la souplesse rythmique typique de son style confère à sa musique un caractère d'improvisation. Les caractéristiques de son style postérieur montrent un intérêt pour ce que le compositeur appelle des « machines peu fiables » : de courtes rafales de matériaux mécanistes qui se répètent, se transforment, mais s'épuisent finalement . 
Plus récemment, à la suite de cela, des concepts supplémentaires d'entropie (en termes tant humanistes que thermodynamiques), vieillissement, mort et défaillance des systèmes physiques ont élargi ce concept, dont le processus utilise maintenant des aspects de composition assistée par ordinateur et de procédures aléatoires limitées. Cela a finalement élargi les approches organisationnelles et rendu plus libre, ainsi que plus abstraite, l'œuvre musicale ultime.

## Discographie
- Horae (pro clara) - Clare Hammond, piano (août 2015, SACD BIS Records) (OCLC 1053536767)